# Синоп (броненосец)
«Синоп» — российский барбетный броненосец конца XIX века. Третий в серии из четырёх кораблей типа «Екатерина II». Служил на Черноморском флоте.

## Проект и строительство
По удачному проекту с небольшими промежутками во времени заложили сразу 4 корабля. Главные различия между ними состояли в устройстве барбетных установок. На «Екатерине II» орудия выдвигались над кромкой брони только на момент наведения и выстрела. На «Чесме» и «Синопе» выдвижение пушек уже не предусматривалось, но сами установки оставались открытыми, а на «Георгии Победоносце» применили башенноподобное прикрытие с наклонной лобовой плитой, хотя толщина его оставалась незначительной и предохраняла только от осколков, пуль и мелких снарядов.
Корабль заложен в 1883 году, спущен на воду в 1887 году. С 1889 года принят в эксплуатацию.
В 1888 году на судне произошла авария, в которой погибли 29 Кочегаров и Матросов.
В 1906 году предлагалось существенно модернизировать «Синоп», «Чесму» и «Георгий Победоносец» с установкой четырёх современных 305-мм орудий с длиной ствола в 40 калибров в башенных установках и 120-мм скорострельной артиллерии. Были даже заказаны орудия, но нелепость затеи стала ясна для Морского штаба.
«Синоп» стал учебно-артиллерийским кораблём, вооружённым четырьмя 203-мм орудиями на месте старых барбетов и двенадцатью 152-мм пушками Канэ.

## Служба

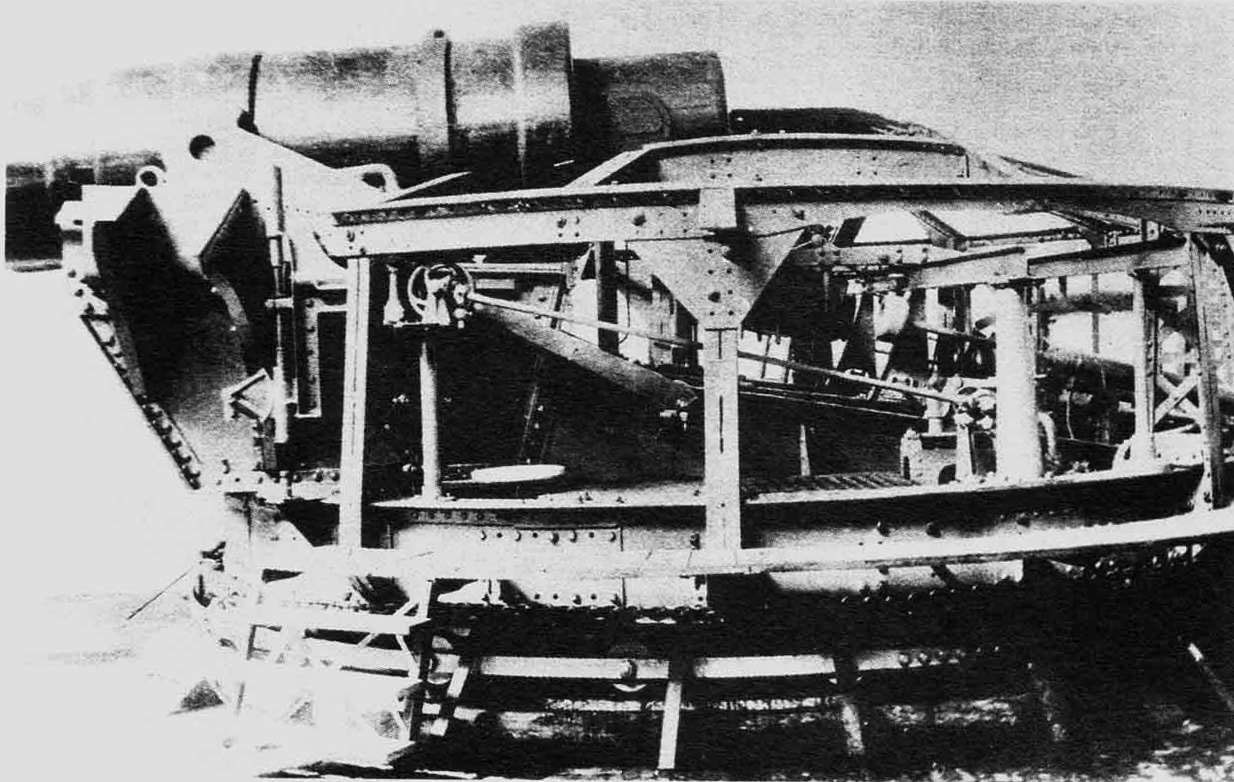
Барбетная установка главного калибра броненосца в цеху Металлического завода

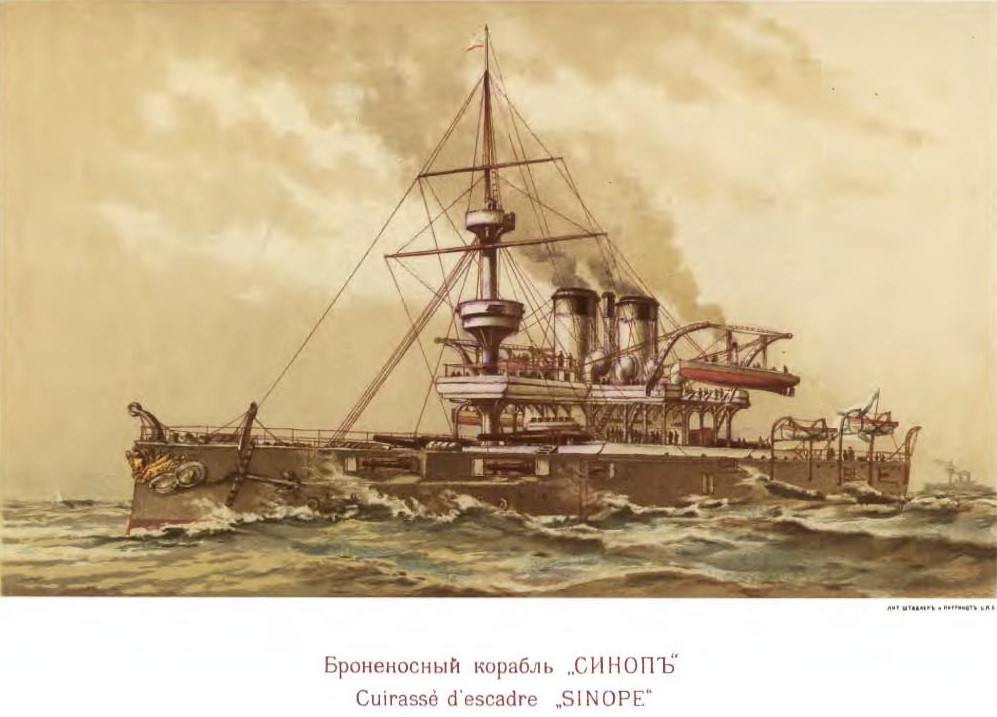
Броненосный корабль "Синоп", рисунок 1893 года.

В 1905 году в составе эскадры участвовал в преследовании мятежного броненосца «Потёмкин», отбуксировал его из Констанцы в Севастополь. 
В годы Первой мировой войны нёс брандвахтенную службу у Севастопольской бухты, с ноября 1916 года использовался в качестве штабного корабля отряда судов на Дунае.
Во время гражданской войны несколько раз переходил из рук в руки.
В январе 1918 года «Синоп» принял участие в восстании Румчерода против власти Украинской Народной Рады и в установлении в Одессе советской власти.
30 января 1918 года вошёл в состав Красного Черноморского флота.
С апреля 1918 года находился в Севастопольском военном порту на хранении, где 1 мая 1918 года был захвачен немецкими войсками, затем, 24 ноября 1918 года, перешёл к британским союзникам и передан ими Белому флоту.
19 февраля 1919 года разоружен, а 22-24 апреля 1919 года по приказу эвакуировавшихся из Крыма союзников выведен из строя и взорван. 29 апреля был захвачен частями Украинского фронта РККА, но 24 июня вновь перешёл к ВСЮР.
После захвата Севастополя 15 ноября 1920 года частями РККА в строй не вводился, в 1923 году сдан Комгосфондов для демонтажа и разделки на металл. 21 ноября 1925 года исключен из списков судов РККФ.
Броненосец был разделан на металл в Севастополе в период 1922-1924 годов. Упоминаемые в некоторых источниках данные о том, что «Синоп» был затоплен у Ялты и якобы обнаружен подводной экспедицией Р. Балларда не соответствуют действительности.

## Командиры
- 12.01.1887 — хх.хх.хххх — капитан 1-го ранга Валицкий, Николай Станиславович
- 23.05.1894 — 11.10.1898 — капитан 1-го ранга Невражин, Александр Васильевич
- 11.10.1898 — хх.хх.1902 — капитан 1-го ранга Баль, Владимир Яковлевич
- хх.хх.1902 — хх.хх.1902 — капитан 1-го ранга Коландс, Митрофан Николаевич
- хх.хх.1902 — 23.12.1903 — капитан 1-го ранга Скаловский, Александр Николаевич
- 23.12.1903 — 26.12.1905 — капитан 1-го ранга Афанасьев, Митрофан Григорьевич
- 26.12.1905 — 25.09.1906 — капитан 1-го ранга барон Нолькен, Магнус Генрихович
- 09.10.1906 — хх.хх.1908 — капитан 1-го ранга Мязговский, Александр Иванович
- хх.хх.1908 — хх.хх.1911 — капитан 1-го ранга Канин, Василий Александрович
- 24.01.1911 — хх.хх.1912 — капитан 1-го ранга Травлинский, Платон Платонович
- 07.11.1912 — после 11.04.1916 — капитан 1-го ранга (с 06.12.1915 контр-адмирал) Паттон-Фантон-де-Веррайон, Пётр Иванович
- хх.хх.1916 — хх.06.1917 — капитан 1-го ранга Покровский, Андрей Георгиевич
- хх.07.1917 —хх.12.1917 — капитан 1-го ранга Зарудный, Александр Викторович
- хх.хх.1917 — хх.хх.хххх — лейтенант Рыбалтовский, Евгений Сергеевич